# Abu Amir Abd Allah
Abû `Âmir `Abd Allah (أبو عامر عبد الله بن أحمد abū `āmir `abd allah ben aḥmad) est né à une date inconnue. Il succéda à son frère Abû Fâris `Abd al-`Azîz ben Ahmad comme sultan mérinide en 1396. Abû `Âmir `Abd Allah est mort en 1398.

## Histoire
Profitant de l'anarchie du royaume mérinide, le roi Henri III de Castille débarqua en Afrique s'empara de Tétouan massacra la moitié de la population et réduisit l'autre moitié en esclavage 1398.

## Sources
- Charles-André Julien, Histoire de l'Afrique du Nord, des origines à 1830, édition originale 1931, réédition Payot, Paris, 1994
- Le site en arabe http://www.hukam.net/